# Challenger de Banja Luka 2021
El torneo Banja Luka Challenger 2021 fue un torneo profesional de tenis. Perteneció al ATP Challenger Tour 2021. Se disputó en su 19.ª edición sobre superficie tierra batida, en Banja Luka, Bosnia y Herzegovina, entre el 6 y el 12 de septiembre de 2021.

## Jugadores participantes del cuadro de individuales
| Favorito | País                       | Jugador                 | Rank1 | Posición en el torneo |
| -------- | -------------------------- | ----------------------- | ----- | --------------------- |
| 1        | Bandera de Eslovaquia      | Andrej Martin           | 122   | Semifinales           |
| 2        | Bandera de Argentina       | Juan Manuel Cerúndolo   | 135   | CAMPEÓN               |
| 3        | Bandera de Argentina       | Tomás Martín Etcheverry | 142   | Semifinales           |
| 4        | Bandera de Serbia          | Nikola Milojević        | 160   | FINAL                 |
| 5        | Bandera de la India        | Sumit Nagal             | 164   | Segunda ronda         |
| 6        | Bandera de Serbia          | Danilo Petrović         | 177   | Primera ronda         |
| 7        | Bandera de República Checa | Zdeněk Kolář            | 182   | Cuartos de final      |
| 8        | Bandera de República Checa | Vít Kopřiva             | 202   | Primera ronda         |

- 1 Se ha tomado en cuenta el ranking del 30 de agosto de 2021.

### Otros participantes
Los siguientes jugadores recibieron una invitación (wild card), por lo tanto ingresan directamente al cuadro principal (WC):
- Dražen Petrović
- Vladan Tadić
- Marko Topo

Los siguientes jugadores ingresan al cuadro principal tras disputar el cuadro clasificatorio (Q):
- Martín Cuevas
- Jonathan Mridha
- David Poljak
- Marko Tepavac

## Campeones

### Individual Masculino
- Juan Manuel Cerúndolo derrotó en la final a  Nikola Milojević, 6–3, 6–1

### Dobles Masculino
- Antonio Šančić /  Nino Serdarušić derrotaron en la final a  Ivan Sabanov /  Matej Sabanov, 6–3, 6–3